# Pietro Participazio
Pietro Participazio (Partecipazio) (?-942), doge al Veneției între 939 și 942, din familia Partecipazio (Badoaro).